# イーグルパス (テキサス州)
イーグルパス（Eagle Pass）は、アメリカ合衆国テキサス州の都市。マーベリック郡の郡庁所在地である。人口は2万8130人（2020年）。アメリカ＝メキシコ国境に接しており、国境を挟んでメキシコの都市ピエドラス・ネグラスと双子都市を形成している。

## 概要
イーグルパス市当局は連邦政府の移民政策に非協力的であり、いわゆる「聖域都市」の一つであると見られている。国境のリオ・グランデ川を歩いて渡る不法入国者が後を絶たない。
町の経済はメキシコとの国際貿易に依存しているが、貧困問題が市の課題となっている。2020年アメリカ合衆国国勢調査によると貧困率は約23パーセントで、全米の平均値11パーセントよりかなり高かった。市の人口の約96パーセントはヒスパニックである。